# داوليا
داوليا (Δαύλεια) هي بلدة في فويوتيا في مقاطعة كينتريكي إلادا في اليونان.
يبلغ عدد سكانها حوالي 1463 نسمة.